# Italia ai XIII Giochi paralimpici invernali

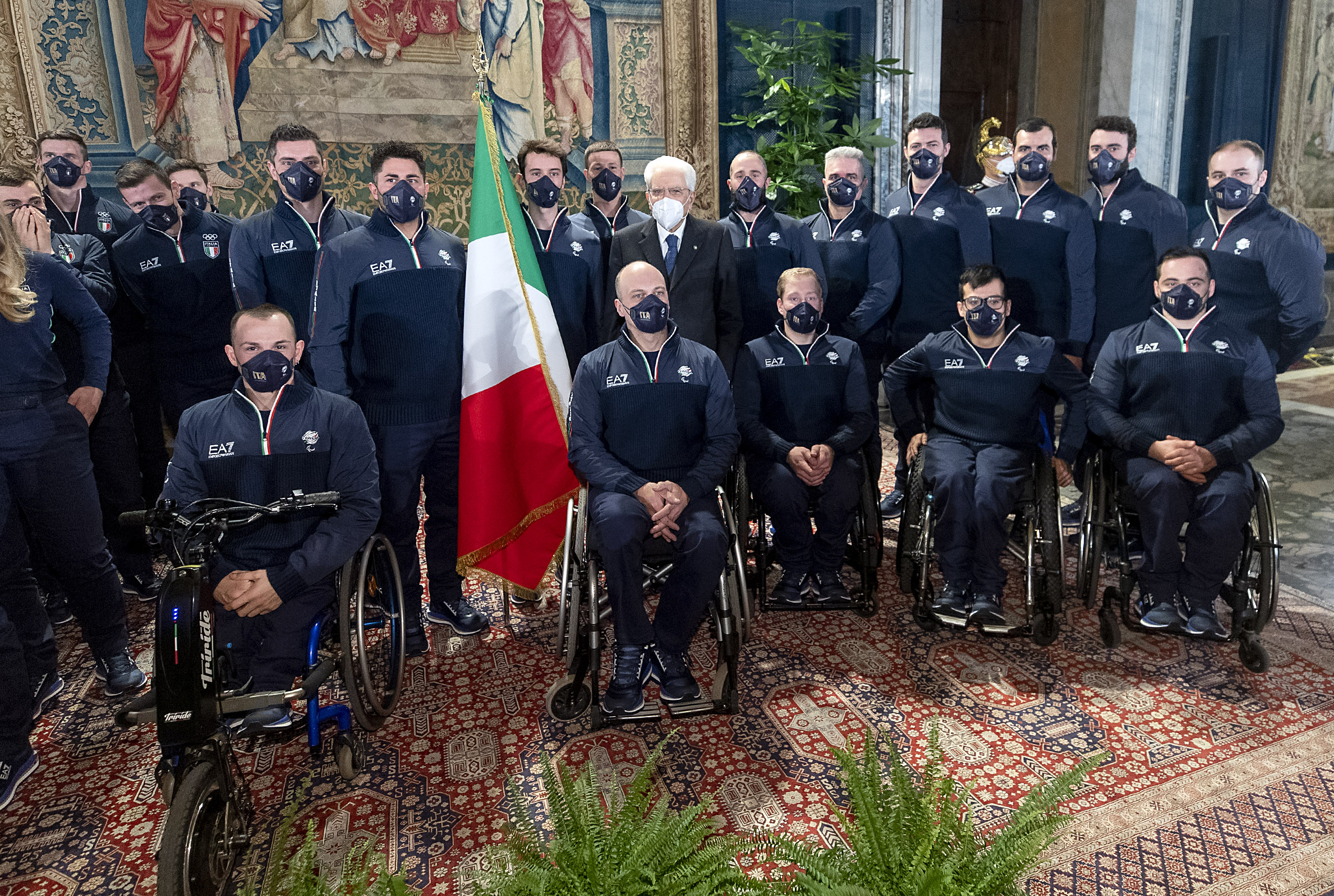
Il presidente Sergio Mattarella con la squadra paralimpica alla cerimonia di consegna della bandiera italiana

L'Italia ha partecipato ai XIII Giochi paralimpici invernali di Pechino, in Cina, in programma dal 4 al 13 marzo 2022, con una delegazione di 32 atleti in 4 sport. Il portabandiera azzurro è lo sciatore Giacomo Bertagnolli.

## Partecipanti
- Sci alpino: 6 atleti + 3 guide
- Sci di fondo: 3 atleti
- Hockey su slittino: 17 atleti
- Snowboard: 3 atleti

## Medaglie
| Riepilogo quotidiano | Riepilogo quotidiano | Riepilogo quotidiano | Riepilogo quotidiano | Riepilogo quotidiano | Riepilogo quotidiano |
| -------------------- | -------------------- | -------------------- | -------------------- | -------------------- | -------------------- |
| Giorno               | Data                 | Oro                  | Argento              | Bronzo               | Totale               |
| 1º                   | 5                    | 0                    | 0                    | 0                    | 0                    |
| 2º                   | 6                    | 0                    | 1                    | 0                    | 1                    |
| 3º                   | 7                    | 1                    | 0                    | 0                    | 1                    |
| 4º                   | 8                    | 0                    | 0                    | 0                    | 0                    |
| 5º                   | 9                    | 0                    | 0                    | 0                    | 0                    |
| 6º                   | 10                   | 0                    | 2                    | 0                    | 2                    |
| 7º                   | 11                   | 0                    | 0                    | 0                    | 0                    |
| 8º                   | 12                   | 0                    | 0                    | 1                    | 1                    |
| 9º                   | 13                   | 1                    | 0                    | 1                    | 2                    |
| Totale               | Totale               | 2                    | 3                    | 2                    | 7                    |

### Medagliere per discipline
| Sport        | Oro | Argento | Bronzo | Totale |
| ------------ | --- | ------- | ------ | ------ |
| Sci alpino   | 2   | 3       | 1      | 6      |
| Sci di fondo | 0   | 0       | 1      | 1      |
| Totale       | 2   | 3       | 2      | 7      |

### Medaglie d'oro
| Medaglie | Atleta                                    | Sport      | Evento                                   |
| -------- | ----------------------------------------- | ---------- | ---------------------------------------- |
| Oro      | Giacomo Bertagnolli Guida: Andrea Ravelli | Sci alpino | Supercombinata Ipovedenti e non vedenti  |
| Oro      | Giacomo Bertagnolli Guida: Andrea Ravelli | Sci alpino | Slalom Speciale Ipovedenti e non vedenti |

### Medaglie d'argento
| Medaglie | Atleta                                    | Sport      | Evento                                  |
| -------- | ----------------------------------------- | ---------- | --------------------------------------- |
| Argento  | Giacomo Bertagnolli Guida: Andrea Ravelli | Sci alpino | Super-G Ipovedenti e non vedenti        |
| Argento  | Giacomo Bertagnolli Guida: Andrea Ravelli | Sci alpino | Slalom gigante Ipovedenti e non vedenti |
| Argento  | René De Silvestro                         | Sci alpino | Slalom gigante Sitting                  |

### Medaglie di bronzo
| Medaglie | Atleta            | Sport        | Evento         |
| -------- | ----------------- | ------------ | -------------- |
| Bronzo   | Giuseppe Romele   | Sci di fondo | 10 km seduti   |
| Bronzo   | René De Silvestro | Sci alpino   | Slalom Sitting |

### Statistiche

#### Medagliati in più edizioni
| Nome                | Sport      | Evento                                   | '18     | '22     |
| ------------------- | ---------- | ---------------------------------------- | ------- | ------- |
| Giacomo Bertagnolli | Sci alpino | Super-G ipovedenti e non vedenti         | Argento | Argento |
| Giacomo Bertagnolli | Sci alpino | Supercombinata ipovedenti e non vedenti  | -       | Oro     |
| Giacomo Bertagnolli | Sci alpino | Slalom speciale ipovedenti e non vedenti | Oro     | Oro     |
| Giacomo Bertagnolli | Sci alpino | Slalom Gigante ipovedenti e non vedenti  | Oro     | Argento |
| Giacomo Bertagnolli | Sci alpino | Discesa libera ipovedenti e non vedenti  | Bronzo  | -       |

#### Medaglie per genere
| Sesso      | Oro | Argento | Bronzo | Totale |
| ---------- | --- | ------- | ------ | ------ |
| Uomini     | 2   | 3       | 2      | 7      |
| Donne      | 0   | 0       | 0      | 0      |
| Gare miste | 0   | 0       | 0      | 0      |

#### Plurimedagliati
| Nome                | Sport      | Oro | Argento | Bronzo | Totale |
| ------------------- | ---------- | --- | ------- | ------ | ------ |
| Giacomo Bertagnolli | Sci alpino | 2   | 2       | 0      | 4      |
| René De Silvestro   | Sci alpino | 0   | 1       | 1      | 2      |

## Hockey su slittino
La nazionale italiana di hockey su slittino si è qualificata al torneo di qualificazione alle Paralimpiadi tenutosi a Berlino, in Germania.
Qualificazioni girone Gruppo B
| Pechino 5 marzo 2022, ore 16:35 UTC+8 | Rep. Ceca         | 5 – 0 (2–0, 2–0, 1–0) referto | Italia | Stadio coperto nazionale di Pechino\| Arbitro: \| Kenneth Danielsen \| |
| Arbitro:                              | Kenneth Danielsen |                               |        |                                                                        |

| Arbitro: | Owe Lüthcke |

|  |                |  |
|  | Shootout 1 – 0 |  |

| Pechino 8 marzo 2022, ore 16:35 UTC+8 | Italia        | 0 – 6 (0:4; 0:2; 0:0) referto | Cina | Stadio coperto nazionale di Pechino\| Arbitro: \| Jacob Grumsen \| |
| Arbitro:                              | Jacob Grumsen |                               |      |                                                                    |

### Classifica girone B
| Nazione    | G | V | VOT | POT | P | GF | GS | DR  | Pt |
| ---------- | - | - | --- | --- | - | -- | -- | --- | -- |
| Cina       | 3 | 3 | 0   | 0   | 0 | 18 | 2  | +16 | 9  |
| Rep. Ceca  | 3 | 2 | 0   | 0   | 1 | 10 | 5  | +5  | 6  |
| Italia     | 3 | 0 | 1   | 0   | 2 | 2  | 12 | -10 | 2  |
| Slovacchia | 3 | 0 | 0   | 1   | 2 | 1  | 12 | -11 | 1  |

     Qualificate ai quarti di finale

### Quarti di finale
| Pechino 9 marzo 2022, ore 16:35 UTC+8 | Corea del Sud  | 4 – 0 (1–0, 1–0, 2–0) referto | Italia | Stadio coperto nazionale di Pechino (1206 spett.)\| Arbitro: \| Bobby Esposito \| |
| Arbitro:                              | Bobby Esposito |                               |        |                                                                                   |

### Finale per il 5º posto
| Pechino 11 marzo 2022, ore 16:35 UTC+8 | Rep. Ceca      | 3 – 4 (d.t.s.) (0:0; 1:1; 2:2; 0:1) referto | Italia | Stadio coperto nazionale di Pechino\| Arbitro: \| Bobby Esposito \| |
| Arbitro:                               | Bobby Esposito |                                             |        |                                                                     |

## Sci alpino
Uomini
| Atleta                                    | Evento                                  | Tempo     | Tempo     | Tempo   | Posizione |
| Atleta                                    | Evento                                  | 1ª manche | 2ª manche | Totale  | Posizione |
| ----------------------------------------- | --------------------------------------- | --------- | --------- | ------- | --------- |
| Federico Pelizzari                        | Discesa libera Standing                 | N.D.      | N.D.      | 1'19"73 | 12º       |
| Federico Pelizzari                        | Slalom Standing                         | DNF       | DNF       | DNF     | DNF       |
| Federico Pelizzari                        | Slalom Gigante Standing                 | 58"77     | 57"59     | 1'56"36 | 4º        |
| Federico Pelizzari                        | Supercombinata Standing                 | 1'15"15   | 40"74     | 1'55"89 | 5º        |
| Federico Pelizzari                        | Super-G Standing                        | N.D.      | N.D.      | 1'14"70 | 18º       |
| Davide Bendotti                           | Slalom Standing                         | DNF       | DNF       | DNF     | DNF       |
| Davide Bendotti                           | Slalom Gigante Standing                 | 1'05"20   | 1'02"30   | 2'07"50 | 21º       |
| Davide Bendotti                           | Supercombinata Standing                 | 1'17"37   | DNF       | DNF     | DNF       |
| Davide Bendotti                           | Super-G Standing                        | N.D.      | N.D.      | 1'16"30 | 22º       |
| Giacomo Bertagnolli Guida: Andrea Ravelli | Discesa libera Ipovedenti e non vedenti | N.D.      | N.D.      | 1'17"05 | 6º        |
| Giacomo Bertagnolli Guida: Andrea Ravelli | Slalom Ipovedenti e non vedenti         | 39"62     | 47"20     | 1'26"81 | Oro       |
| Giacomo Bertagnolli Guida: Andrea Ravelli | Slalom Gigante Ipovedenti e non vedenti | 54"88     | 56"14     | 1'51"02 | Argento   |
| Giacomo Bertagnolli Guida: Andrea Ravelli | Supercombinata Ipovedenti e non vedenti | 1'10"71   | 39"09     | 1'49"80 | Oro       |
| Giacomo Bertagnolli Guida: Andrea Ravelli | Super-G Ipovedenti e non vedenti        | N.D.      | N.D.      | 1'09"31 | Argento   |
| René De Silvestro                         | Slalom Sitting                          | 42"22     | 56"22     | 1'38"44 | Bronzo    |
| René De Silvestro                         | Slalom Gigante Sitting                  | 1'00"02   | 57"48     | 1'57"50 | Argento   |
| René De Silvestro                         | Supercombinata Sitting                  | DNF       | DNF       | DNF     | DNF       |
| René De Silvestro                         | Super-G Sitting                         | N.D.      | N.D.      | 1'11"54 | 4º        |

Donne
| Atleta                                | Evento                                  | Tempo     | Tempo     | Tempo   | Posizione |
| Atleta                                | Evento                                  | 1ª manche | 2ª manche | Totale  | Posizione |
| ------------------------------------- | --------------------------------------- | --------- | --------- | ------- | --------- |
| Martina Vozza Guida: Ylenia Sabidussi | Discesa libera Ipovedenti e non vedenti | N.D.      | N.D.      | DNF     | DNF       |
| Martina Vozza Guida: Ylenia Sabidussi | Slalom Ipovedenti e non vedenti         | DNF       | DNF       | DNF     | DNF       |
| Martina Vozza Guida: Ylenia Sabidussi | Slalom Gigante Ipovedenti e non vedenti | 1'03"20   | 1'05"63   | 2'08"83 | 8ª        |
| Martina Vozza Guida: Ylenia Sabidussi | Supercombinata Ipovedenti e non vedenti | DNF       | DNF       | DNF     | DNF       |
| Martina Vozza Guida: Ylenia Sabidussi | Super-G Ipovedenti e non vedenti        | N.D.      | N.D.      | DNF     | DNF       |
| Chiara Mazzel Guida: Fabrizio Casal   | Slalom Ipovedenti e non vedenti         | 48"39     | 51"21     | 1'39"60 | 7ª        |
| Chiara Mazzel Guida: Fabrizio Casal   | Slalom Gigante Ipovedenti e non vedenti | DNF       | DNF       | DNF     | DNF       |

## Sci di fondo
Distanza
| Atleta                                              | Evento                    | Totale  | Totale   | Totale    |
| Atleta                                              | Evento                    | Tempo   | Distacco | Posizione |
| --------------------------------------------------- | ------------------------- | ------- | -------- | --------- |
| Cristian Toninelli                                  | 12,5 km in piedi maschile | 41'28"5 | +8'20"7  | 16º       |
| Michele Biglione                                    | 10 km seduti maschile     | 40'56"0 | +11'45"3 | 25º       |
| Michele Biglione                                    | 18 km seduti maschile     | 57'38"0 | +14'28"8 | 21º       |
| Giuseppe Romele                                     | 10 km seduti maschile     | 31'42"5 | +2'31"8  | Bronzo    |
| Giuseppe Romele                                     | 18 km seduti maschile     | 48'03"3 | +4'54"1  | 5º        |
| Michele Biglione Cristian Toninelli Giuseppe Romele | Staffetta Open 4x2,5 km   | 34'04"7 | +5'59"4  | 10º       |

Sprint
| Atleta             | Evento                 | Qualificazioni | Qualificazioni | Semifinali      | Semifinali      | Finale          | Finale          |
| Atleta             | Evento                 | Tempo          | Posizione      | Tempo           | Posizione       | Tempo           | Posizione       |
| ------------------ | ---------------------- | -------------- | -------------- | --------------- | --------------- | --------------- | --------------- |
| Cristian Toninelli | 1,5 km seduti maschile | 3'20"99        | 24º            | Non qualificato | Non qualificato | Non qualificato | Non qualificato |
| Michele Biglione   | 1,5 km seduti maschile | 2'48"54        | 29º            | Non qualificato | Non qualificato | Non qualificato | Non qualificato |
| Giuseppe Romele    | 1,5 km seduti maschile | 2'24"46        | 8º Q           | 2'57"6          | 4º              | Non qualificato | Non qualificato |

## Snowboard
Slalom bancato
| Atleta           | Evento                                           | Tempo     | Tempo     | Tempo    | Posizione |
| Atleta           | Evento                                           | 1ª manche | 2ª manche | Migliore | Posizione |
| ---------------- | ------------------------------------------------ | --------- | --------- | -------- | --------- |
| Jacopo Luchini   | Slalom bancato maschile Ipovedenti e non vedenti | 1:11.60   | 1:10.28   | 1:10.28  | 5º        |
| Riccardo Cardani | Slalom bancato maschile Ipovedenti e non vedenti | 1:12.89   | 1:13.25   | 1:12.89  | 10°       |
| Mirko Moro       | Slalom bancato maschile Ipovedenti e non vedenti | 1:13.17   | 1:12.95   | 1:12.95  | 11°       |

Cross
| Atleta           | Evento                                  | Qualificazioni | Qualificazioni | Qualificazioni | Qualificazioni | Quarti    | Semifinale      | Finale          | Finale          |
| Atleta           | Evento                                  | 1ª manche      | 2ª manche      | Migliore       | Posizione      | Posizione | Posizione       | Posizione       | Totale          |
| ---------------- | --------------------------------------- | -------------- | -------------- | -------------- | -------------- | --------- | --------------- | --------------- | --------------- |
| Jacopo Luchini   | Cross maschile Ipovedenti e non vedenti | 1'03"34        | 1'22"14        | 1'03"34        | 5º Q           | 2º Q      | 3º FB           | 2º              | 6º              |
| Riccardo Cardani | Cross maschile Ipovedenti e non vedenti | 1'07"92        | 1'08"29        | 1'07"92        | 13º Q          | 3º        | Non qualificato | Non qualificato | Non qualificato |
| Mirko Moro       | Cross maschile Ipovedenti e non vedenti | 1'07"64        | 1'06"27        | 1'06"27        | 12º Q          | 4º        | Non qualificato | Non qualificato | Non qualificato |